# Campagne de la péninsule d'Avalon
Guerre de la Ligue d'Augsbourg
Batailles
Baie d'Hudson
- Baie d’Hudson (1686)
- Fort Albany (1688)
- Fort Albany (1693)
- York Factory (1694)
- Baie d'Hudson (1697)

Québec et New York
- Lachine
- Schenectady
- Québec
- La Prairie
- Vallée Mohawk

Nouvelle-Angleterre, Acadie et Terre-Neuve
- Dover
- Pemaquid (1er)
- Salmon Falls
- Port Royal
- Fort Loyal
- Chedabucto
- York
- Wells
- Oyster River
- Baie de Fundy
- Pemaquid (2e)
- Chignectou
- Fort Nashwaak
- Terre-Neuve
- Haverhill

La campagne de la péninsule d'Avalon s'est produite durant la Première Guerre intercoloniale lorsque les forces de la Nouvelle-France, conduites par Pierre Le Moyne d'Iberville, détruisent les établissements anglais le long de la péninsule d'Avalon, à Terre-Neuve pendant une période de trois mois. La campagne débute par un assaut contre Ferryland le 10 novembre 1696 et continue le long de la côte par un assaut contre le village de Heart's Content à Terre-Neuve.

## Contexte historique
Durant toute cette période, le seul établissement francophone était celui de Plaisance. Avant l'arrivée de d'Iberville, le gouverneur de Terre-Neuve était M. de Brouillon, qui envoya la flotte du chevalier de Nesmond pour assiéger Saint-Jean en représailles à des attaques anglaises. En 1694, Nesmond navigua vers Plaisance pour assiéger Saint-Jean. Le siège fut un échec. Deux ans plus tard, il assiégea Saint-Jean une deuxième fois. Le 12 septembre 1696, le gouverneur Frontenac envoya Pierre Le Moyne d'Iberville à Terre-Neuve. L'année auparavant au mois d'août, Iberville avait été victorieux dans la capture de Fort Pemaquid, sur la côte du Maine actuelle.

## La campagne
La campagne à Terre-Neuve employa une nouvelle stratégie : un assaut par mer et par terre. D'Iberville fit l'assaut par voie terrestre et Monbeton de Brouillan par la mer. D'Iberville quitta Plaisance le 1er novembre, avec un détachement de 124 hommes composé de soldats, d'Acadiens et d'Amérindiens. La marche prit neuf jours sur 80 kilomètres (49,7 mi). Il fit sa jonction à Rognouse avec les forces de Monbeton de Brouillan qui arrivait de Plaisance avec une centaine de combattants sur le Profond.

### Siège de Ferryland
Le 9 septembre, le Sieur de Brouillan commence le siège de Ferryland. D'Iberville arrive le 10 novembre, et ses troupes prennent possession de Ferryland. Ses 110 habitants fuient vers Bay Bulls.

### Assaut sur Cape Broyle
D'Iberville part pour Bay Bulls se servant des chaloupes qu'il a capturées à Ferryland. Lors de son expédition, il capture Cape Broyle le 12 novembre.

### Assaut sur Bay Bulls
Il capture Bay Bulls le 24 novembre, et s'empare d'un vaisseau marchand de 100 tonneaux.

### Assaut sur Petty Harbour
Le 24 novembre, à trois heures de marche de Bay Bulls, d'Iberville rencontre un groupe de 20 éclaireurs qui avaient été envoyés pour étudier sa progression vers Saint-John's. Deux jours plus tard, il rencontre 30 soldats anglais postés sur le haut d'une colline à Petty Harbour. Le 26 novembre, d'Iberville attaque et l’ennemi se rend immédiatement. Iberville et ses hommes sont maintenant en possession d'un port à huit kilomètres au sud de Saint-John's.

### Siège de Saint-Jean

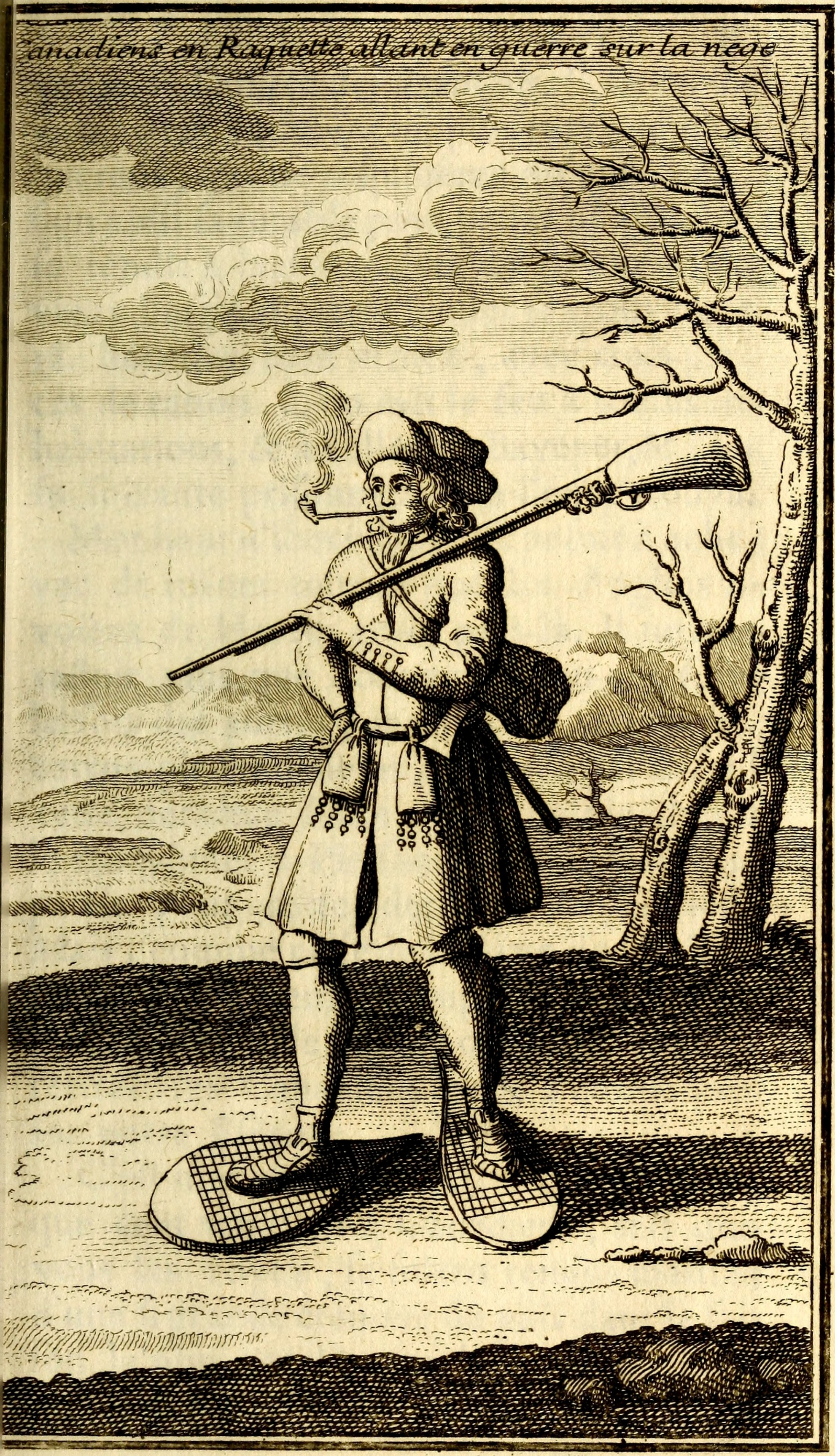
Soldat ou milicien canadien français en tenue de guerre hivernale tel qu'employé par d'Iberville pour sa campagne d'hiver à Terre-Neuve.

Comme d'Iberville avait assiégé Saint-Jean de Terre-Neuve à Petty Harbour, les résidents anglais se sont repliés à Waterford Valley (en) pour répondre et repousser les Français. Une bataille rangée s'est produite à Waterford Valley et sur les hauteurs de Kilbride (en) le 28 novembre. Sur les 88 défenseurs anglais, 34 sont morts dans la bataille. Les Anglais se sont dissociés et hâtivement repliés à Saint-John's.
Lorsque d'Iberville s'approcha de Saint-John's, les colons anglais se dispersèrent. Beaucoup ont navigué plus loin ; d'autres se sont échappés dans la forêt. Un certain nombre de colons et de soldats prirent refuge à Fort William. Pendant trois jours, les Français ont assiégé le Fort William. Le 30 novembre, le commandant anglais, le Gouverneur, et les mineurs, ont cédé à condition que les Anglais puissent être autorisés à quitter Saint-John's. Alors, 230 habitants furent envoyés dans un navire pour atteindre Dartmouth, en Angleterre. Cependant plus de 80 réfugiés ont été noyés lorsque leur navire a sombré au large des côtes de l'Espagne.
Après avoir détruit St. John's, les Français ont pris d'assaut Torbay le 2 décembre, et Portugal Cove les 5 décembre et 13 janvier. Des querelles internes entre de Brouillan et D'Iberville sur le butin de guerre s'ensuivirent. Le 25 décembre de Brouillan regagne Plaisance. Les Français qui avaient brûlé 80 chaloupes, devaient les payer par l'intermédiaire du port le 2 janvier.

### Assaut sur Conception Bay
Les villages de la baie de la Conception étaient les prochaines cibles. Holyrood le 19 janvier, Harbour Main le 20 janvier et Port de Grave (en), le 23 janvier.

### Bataille de Carbonear
Le 24 janvier 1697, deux cents résidents permanents de Carbonear se retirent à l'île Carbonear et réussissent à s'opposer aux assauts français et attaque amérindienne le 31 janvier. D'Iberville avait seulement 70 hommes, les autres ont été dispersés dans des accrochages, et tiennent position dans les villages ou surveillent des prisonniers. Laissant Carbonear, d'Iberville ensuite attaqua Old Perlican le 4 février, Bay de Verde le 6 février, Hants Port le 7 février, New Perlican et Heart's Content le 9 février. Dans de nombreux cas, les pêcheurs locaux avaient fui à Carbonear. Il y a eu une tentative infructueuse pour un échange de prisonniers le 18 février. Frustré, D'Iberville, puis licenciés Brigus le 11 février et Port de Grave (en).
D'Iberville, se dirige à Heart's Content avant de marcher avec un petit groupe dans la péninsule d'Avalon. Il est arrivé le 4 mars à Plaisance. D'Iberville regroupe ensuite son butin de guerre, ses troupes dispersées et environ 200 prisonniers à Bay Boulle (mars 18-mai 18). Les Français attaquèrent par mer sur les vestiges de l'habitat a continué dans le printemps du 27 mars au 19 avril.

### Sources et bibliographie
- (en) Alan F. Williams, Father Baudoin's War : D'Iberville's Campaigns in Acadia and Newfoundland 1696, 1697, Memorial University of Newfoundland, 1987
- Michel Vergé-Franceschi (dir.), Dictionnaire d'Histoire maritime, Paris, éditions Robert Laffont, coll. « Bouquins », 2002, 1508 p. (ISBN 2-221-08751-8 et 2-221-09744-0)
- Étienne Taillemite (nouvelle édition revue et augmentée), Dictionnaire des marins français, Paris, éditions Tallandier, 2002, 573 p. (ISBN 2-84734-008-4)
- Joseph Marmette, Les Machabées de la Nouvelle-France : histoire d’une famille canadienne, 1641-1748, Québec, Léger Brousseau, 1878, 180 p. (lire en ligne)
- Charles La Roncière, Une épopée canadienne, Paris, La Renaissance du livre, coll. « La Grande Légende de la mer », 1930, 255 p.
- Charles La Roncière, Histoire de la Marine française : Le crépuscule du Grand règne, l’apogée de la Guerre de Course, t. 6, Paris, Plon, 1932, 674 p. (lire en ligne)